# Hardomilje
Hardomilje är en ort i Bosnien och Hercegovina.   Den ligger i entiteten Federationen Bosnien och Hercegovina, i den södra delen av landet, 100 km sydväst om huvudstaden Sarajevo. Hardomilje ligger 194 meter över havet och antalet invånare är 911.
Terrängen runt Hardomilje är kuperad söderut, men norrut är den platt. Närmaste större samhälle är Ljubuški, 4,4 km norr om Hardomilje. 
Runt Hardomilje är det ganska tätbefolkat, med 93 invånare per kvadratkilometer.